# غيسلين بولدوك
غيسلين بولدوك هو سياسي كندي، ولد في 18 يوليو 1952 في شيربروك في كندا. نشط حزبياً في حزب كيبيك الليبرالي. وقد انتخب عضو الجمعية الوطنية في كيبك ‏ عن دائرة Mégantic (provincial electoral district) ‏ خلال فترته النيابية ‏.